# Azzone Visconti
Azzone Visconti (ur. 7 grudnia 1302, zm. 16 sierpnia 1339) – senior (władca) Mediolanu od roku 1329 do swojej śmierci. Członek rodu Viscontich.
Urodził się w miejscowości Ferrara. Jego rodzicami byli Galeazzo I Visconti i Beatrice d'Este, był ich jedynym synem. W 1322 został władcą Piacenzy. Jeszcze w tym samym roku został zmuszony do ucieczki. W 1325 roku wziął udział w bitwie pod Altopascio, w której został uwięziony i osadzony w więzieniu. 1 października 1333 ożenił się z Katarzyną Sabaudzką-Vaud (zm. 1388), córką Ludwika I Sabaudzkiego, barona Vaud, ale nie miał z nią potomstwa. 
W 1329 roku Azzone kupił tytuł seniora Mediolanu za 60 tysięcy florenów. Zmarł w 1339 roku na atak dny. Został pochowany w kościele San Gottardo w Mediolanie.